# ماری فیلیپ
ماری فیلیپ (انگلیسی: Mary Phillip؛ زادهٔ ۱۴ مارس ۱۹۷۷) یک بازیکن فوتبال است.
از باشگاه‌هایی که در آن بازی کرده‌است می‌توان به باشگاه فوتبال بانوان چلسی اشاره کرد.
وی سابقه بازی در تیم ملی بانوان انگلیس را دارد.